# Viewster
Viewster és una empresa amb seu a Zúric, Suïssa que dona un servei de vídeo a la carta. Inicialment es deia DIVA AG, però el 2011 es posà el nom del seu servei principal. Fou fundada el 2007.
El seu servei funciona mitjançant navegadors web, aplicacions de mòbil i aplicacions de Smart TV. La font d'ingressos principal prové dels anuncis.
Els continguts són molt variats: canals de continguts selectes, pel·lícules, sèries de televisió i emissions de programes televisius.

## Història
El 2011 tenia oficines a San José (Califòrnia), Berlín i Londres. Eixe any aconseguí associar-se amb Samsung, posant el seu catàleg de vídeo a la carta als aparells de Smart TV de Samsung.
El 2012 llançaren una aplicació mòbil per a Android i iOS.
El 2013 s'associà amb Red Bull, KinoNation, Renderyard i Moviehouse Entertainment, augmentant el seu catàleg.
Gestionava un festival, el Festival de Pel·lícules En Línia de Viewster, el qual va tindre almenys dos edicions. En aquest festival de cinema es donaven premis a persones de l'àmbit del cinema independent.
El 2015 obrí una oficina a Los Angeles. El mateix any s'associà amb AerServ per a millorar en el negoci dels mòbils.
El 2015 el 16% dels telefilms del catàleg de Viewster eren europees, sent el servei de vídeo en línia amb la proporció més xicoteta.
Des del 2015 va mantindre un servei d'enviament de paquets per correus (Omakase Suscription Box) fins al 2016 per fracàs comercial. El servei es realitzava als Estats Units, Canadà i el Regne Unit.

## Privacitat
Un estudi del 2015 trobà que Viewster enviava les dades d'autenticació sense cap encriptació.
Un estudi publicat el 2016 sobre el respecte a la privacitat per part de serveis de vídeo en línia trobà que malgrat que el seu document que estableix la seua política de privacitat afirma recopilar solament les dades de l'usuari del nom, correu electrònic, interessos, conducta i adreça IP, recopilava les dades de geolocalització GPS quan l'aparell de l'usuari és Android. També trobà que Viewster dona les dades a cinc xarxes d'anuncis publicitaris, sent l'aplicació per a Android de l'estudi que més cedeix dades. En el cas d'ús de l'aplicació per a iOS, Viewster cedeix a catorze xarxes d'anuncis publicitaris.